# Старый Лабёнок
Старый Лабёнок, в верховьях Верхний Ерик — река в России, протекает по Курганинскому району Краснодарского края. Длина реки — 23 км, площадь водосборного бассейна — 92,6 км².
Начинается у автодороги Курганинск — Михайловская. Течёт в северо-западном направлении по открытой местности мимо Южного хутора, затем — через пруды рыбопитомника. Устье реки находится в 27 км по правому берегу реки Лабёнок.

## Данные водного реестра
По данным государственного водного реестра России относится к Кубанскому бассейновому округу, водохозяйственный участок реки — Лаба от истока до впадения реки Чамлык. Речной бассейн реки — Кубань.
Код объекта в государственном водном реестре — 06020000712108100003861.